# طنب الكبرى
طنب الكبرى  جزيرة من ست جزر تشكل أرخبيل مضيق هرمز جنوب الخليج العربي، تتبع إمارة رأس الخيمة في دولة الإمارات العربية المتحدة، احتلّتها إيران عام 1971م، وتقع اليوم ضمن محافظة هرمزغان الإيرانية، وتطالب بها دولة الإمارات العربية المتحدة.
تبلغ مساحتها ما يقارب 91 كم2 ويسكنها 700 نسمة. وتقع على مدخل مضيق هرمز، وتبعد عن إمارة رأس الخيمة 75 كيلومتراً وعن الساحل الشرقي للخليج العربي مسافة 50 كيلومتراً. بيلغ طول الجزيرة نحو 12 كيلومتراً وعرضها 7 كيلومترات.
تمتاز جزيرة طنب الكبرى بسطحها المنبسط، ويقوم في طرفها الشرقي الجنوبي المقابل لمدخل الخليج مرتفع جبلي أُقيمت على قمته منارة لإرشاد السفن في عام 1912م بموافقة حاكم رأس الخيمة آنذاك الشيخ سلطان بن سالم القاسمي بناءً على طلب من الحكومة البريطانية باعتباره صاحب السلطة والسيادة على الجزيرة، وكانت إقامة هذا المنارة في الجزيرة من الأهمية بمكان نظراً لموقع الجزيرة على خط سير السفن الداخلة إلى الخليج وكذلك الخارجة منه وهي الخطوط الملاحية للسفن التجارية ولناقلات البترول المحملة من مواقع الإنتاج في مختلف مناطق الخليج العربي.
عرضت الحكومة الفارسية بواسطة بريطانيا شراء جزيرتي طنب، ولكن حاكم رأس الخيمة الشيخ سلطان بن سالم القاسمي أكد مع حاكم الشارقة في 10 مايو 1930 م، رفضهما القاطع بيع جزيرة طنب إلى البلاط الفارسي، مهما كان الثمن المعروض، وعدم موافقتهما على قيام أي شيخ بالبيع أو التخلي عن أي جزء من أراضيهما.
كانت الجزيرة تتبع لرأس الخيمة قبل قيام دولة الإمارات العربية المتحدة، واحتلتها إيران في 1971 تحت غطاء خطة بريطانية مثيرة للجدل لإعادة توزيع واستقلال مستعمراتها في الخليج العربي.
تطالب الإمارات العربية المتحدة إيران بالانسحاب من جزيرة طنب الكبرى مستندة إلى أدلة تاريخية على أن أصل الجزيرة عربي.
الجزيرة واحدة ضمن مجموعة من الجزر التي احتلتها إيران عام 1971، وذلك منذ الانسحاب البريطاني من المنطقة، والجزيرتان الأخريان هما طنب الصغرى وأبو موسى.
كان مجلس التعاون لدول الخليج العربية قد شبّه الاحتلال الإيراني للجزر الإماراتية الثلاث بالاحتلال الإسرائيلي للأراضي العربية، وذلك بعد قيام طهران بفتح مكتبين لها في الجزيرة عام 2008.

## مياه عذبة في الجزيرة

صورة من الجو لجزيرة طنب الكبرى الإماراتية ـ أخذت من الطائرة أثناء عبورها فوق الجزيرة

تتوافر في جزيرة طنب الكبرى مياه عذبة تستخدم للشرب والزراعة حيث تنتشر أشجار النخيل وبعض الأشجار المثمرة الأخرى في مزارع الجزيرة وحدائق منازلها.

## منشآت حكومية في الجزيرة
كانت حكومة رأس الخيمة قد وفرت للسكان العديد من المؤسسات الخدمية كالمدرسة الابتدائية للبنين والبنات والعيادة الصحية ومركزا للشرطة.

## السكان
ينحدر سكان جزيرة طنب الكبرى من قبائل جرير وتميم العربية الأصيلة، ويمتهنون صيد الأسماك والاتجار بها في أسواق رأس الخيمة ودبي، وقلة منهم يهتمون بالزراعة ورعاية الماشية.
يبلغ عدد سكان الجزيرة حوالى 700 نسمة.

## حادثة مقتل قائد مركز الشرطة
ذكر ملف مركز شرطة الجزيرة أنه في الساعة الخامسة والنصف من صباح يوم الثلاثاء 30 نوفمبر 1971 كان أفراد الشرطة الستة يترأسهم الشرطي الأول سالم سهيل خميس يقفون على أُهبة الاستعداد لأداء تدريبات الصباح المعتادة أثناء ذلك لاحظ الشرطي المكلف بالحراسة وجود مدمرات حربية تدور حول الجزيرة.

الشرطي أول :سالم سهيل خميس آمر مركز شرطة طنب الكبرى

كما لاحظ تحليق ثلاث طائرات حربية إيرانية تحوم حول الجزيرة ثم ألقت منشورات فوق المساكن مكتوبة باللغة الفارسية، ثم توجهت في ذلك الوقت زوارق طوربيدية برمائية من طراز هوفر كرافت نحو الشاطئ من كل جانب وصعدت إلى البر على أرض الجزيرة من كل جهة وفي نفس الوقت حامت الطائرات الحربية من نوع فانتوم فوق المركز إضافة إلى طائرات الهيلوكوبتر حاملة جنود من المظليين وأفرادا من قوات الكوماندوز الشاهنشاهية.

مركز شرطة طنب الكبرى وسارية علم رأس الخيمة

خلال ذلك هبطت طائرة هيلوكيوبتر عسكرية شرقي موقع المركز وعلى مقربة من سارية العلم التي يعلوها علم رأس الخيمة ونزل منها رجل مدني غير مسلح واقترب من أفراد الشرطة طالبًا بالإشارة المسؤول فينا فتقدم الشرطي الأول سالم نحوه يرافقه أحد أفراد الشرطة وفجأه نزل من الطائرة عدد من الضباط والجنود المسلحين الإيرانيين بلباس الميدان شاهرين أسلحتهم الرشاشة وكل منهم يحمل إلى وسطه مجموعة من القنابل اليدوية وعندما أحس مسؤول المركز أن نزول الرجل المدني وتقدمه نحونا ما هو إلا فخ عندها تراجع وأسرع إلى داخل المركز حيث اتخذنا على الفور مواقعنا الدفاعية، وهنا تحرك اثنان من أفراد الشرطة لتنفيذ خطة لكسر الحصار الذي فرضته القوة الإيرانية المهاجمة من حولهم وأخذا مراكز قتالية هجومية خارج مبنى المركز لرد المعتدين فقد تسلل الاثنان دون أن يشهرا سلاحهما إلى خارج المبنى وكان الجنود الإيرانيون على بعد حوالي 50 قدما من مبنى مركز الشرطة وفجأة أطلق الإيرانيون الرصاص عليهما فأردوهما جريحين وعندما شاهدوا رفيقيهما يسقطان على الأرض جريحين بدأوا بدورهم إطلاق الرصاص على القوة المهاجمة فسقط عدد منهم على الأرض برصاصهم واتخذ الباقون مواضع احتماء تقيهم من طلقات بنادقهم وتبين فيما بعد أننا قائدهم قد قُتل الذي كان يتوسطهم وضابط آخر إلى جواره إضافة إلى جندي مقاتل كان بقربه ومعهم عدد من الجرحى يزيد عددهم على العشرين.
وبمجرد أن بدأنا إطلاق النار دفاعا عن أنفسنا شاهدنا الغزاة يختفون وقد انسحبوا مهرولين بعيد عن أنظارانا واتخذو لهم مواقع خلف المدرسة الابتدائية التي تقع مقابل مركز الشرطة وهم يطلقون النار باتجاهنا بشكل جنوني استمر تبادل إطلاق النار على المركز وعلى العلم محاولين إسقاطه وعندها خرج الشرطي الأول سالم سهيل خميس زاحفا نحو العلم وحاول الشرطي علي محسن تغطية سالم وتعقب الإيرانيين المتراجعين فخرج وهو يطلق النار بكثافة ولكن رصاص المعتدين تركز عليهما مما أدى إلى مقتل سالم سهيل خميس وإصابة علي الذي خر جريحا على عتبة الباب الرئيسي لمركز الشرطة وهدأ إطلاق النار من جانبنا وبقي إطلاق النار من غرفة اللاسلكي حيث كان شرطي اللاسلكي يجري اتصالا مع قيادة الشرطة برأس الخيمة ويطلق النار من رشاشه على المهاجمين والمعتدين.

## قبر الشهيد سالم سهيل شاهداً على المحتلين
لقد استشهد الشرطي الأول سالم سهيل خميس مسؤول المركز، فكان أول الشهداء الذين رووا بدمائهم الزكية تربة الوطن، وقبره شاهداً على ظلم الغزات المعتدين، وقد كرّمت وزارة الداخلية أسرة الشهيد سالم سهيل خميس الذي استشهد في العام 1971، خلال دفاعه البطولي عن جزيرة طنب، إحدى الجزر الإماراتية الثلاث المحتلة من قبل الإيرانيين.

## شاهد عيان يتحدث
وقد جاء في تقريره عن العدوان بقوله: لقد كنت أطلق الرصاص من النافذة المجاورة لي نحو المحتلين الإيرانين وكان ملفظ رشاشي بارزا من الشباك وفجأه حدث تركيز من طلقات الأعداء على الرشاش الذي تحطم بين يدي فسحبته إلى الداخل محاولا إصلاحه دون جدوى وبقيت حوالي نصف ساعة وانا جالس في الحجرة تحت القصف الشديد لقد كنت هدفا لنيران اسلحتهم المختلفة فكانت الطلقات من المدافع الرشاشة للطائرات تنهال على الغرفة التي احتمي بداخلها واخذت تلك الطلقات تخترق السقف وتنزرع في الأرض من حولي وكذلك كانت طلقات رشاشات الجنود تعصف بالحجرة من كل جانب كما اخترقت عدة طلقات من المدفعية الثقيلة للمدمرات الجدار من جهة البحر ثم نفذت من الجدار القابل له وعلمت فيما بعد انهم حاولوا نسف الغرفة بالمتفجرات إلا أن الفتيل لم يشتعل معهم ثم اتى لي أحد رجال القرية الكبار وسلمني لهم وهم بدورهم اخذوني إلى السفينة وقامو بتعذيبي ثم اقلوني إلى إيران وسجنت هناك ثم اعادوا فك أسري ورجعت وعلمت فيما بعد أن الأفراد الأربعة اصدقائي من شرطة الجزيرة قد تم أسرهم في الجزيرة حيث نقلوا إلى مستشفى السجن في مدينة لنجة ليعالجوا من جرا حهم ثم نقلوا بعدها إلى مدينة بندر عباس لاستكمال العلاج وللتحقيق العسكري معهم والذي كان مشابها لما جرى معي في طهران وكان لقاؤنا جميعا على متن طائرة الصليب الأحمر الدولية.

## معرض الصور

فنارة لإرشاد السفن تابعة لإمارة رأس الخيمة
من ربوع جزيرة طنب الكبرى تابعة لإمارة رأس الخيمة
بئر ماء عذب تابعة لإمارة رأس الخيمة
جزيرة طنب الكبرى تابعة لإمارة رأس الخيمة
فنارة لإرشاد السفن ويبدو في الصورة علم رأس الخيمة
فنارة لإرشاد السفن تابعة لإمارة رأس الخيمة
جزيرة طنب الكبرى تابعة لإمارة رأس الخيمة
جزيرة طنب الكبرى تابعة لإمارة رأس الخيمة
جزيرة طنب الكبرى تابعة لإمارة رأس الخيمة
جانب من مزارع جزيرة طنب الكبرى تابعة لإمارة رأس الخيمة
مسجد جزيرة طنب الكبرى تابعة لإمارة رأس الخيمة

## احتلال الإيراني للجزيرة
في 29 نوفمبر 1971 احتلتها القوات الإيرانية بعد انسحاب البريطانيين من هذه الجزيرة، وكان ذلك قبل إعلان قيام دولة الإمارات العربية المتحدة، حيث طالبت بها الحكومة الإماراتية إلى جانب جزيرتي طنب الصغرى وجزيرة أبو موسى، ولكن الحكومة الإيرانية تدعي أنها جزر إيرانية كانت قد احتلت من قبل البريطانيين في السابق.
اكتفت الإمارات بالوسائل الدبلوماسية لحل الأزمة تفاديا لتصعيد النزاع بينها وبين إيران.

## إخراج السكان من ديارهم وطردهم من الجزيرة
أما أهالي الجزيرة عانوا الكثير من معاملة الجنود الإيرانيين المحتلين الذين ضيقوا الحصار على السكان وهشموا أبواب المنازل المغلقة ودخلوا لتفتيشها فأخرجوا الأهالي بالقوة من منازلهم وهم رافعي الأيدي تحت تهديد السلاح وقاموا بنهب البيوت وحشروا الرجال في ساحة أحد المنازل وسلطوا فوهات مدافعهم الرشاشة عليهم ثم أخرجوهم إلى ساحة البلد حيث أبقوهم عدة ساعات واقفين تحت أشعة الشمس اللاهبة ثم أجبروهم بقوة السلاح على وضع بصمات أصابعهم وتوقيعاتهم على قائمة أعدوها بأسماء الرجال المتواجدين يومها من أبناء الجزيرة، ومن ثم دفع الجنود بالأهالي إلى سفن الصيد التي يملكونها وسط صرخات الاستهزاء وإطلاق النار فوق الرؤوس ولم يمكنوا الأهالي من جمع حاجاتهم الضرورية بل دفعوا بهم بزراقهم تحت التهديد بعيداً عن جزيرتهم وعن ديارهم، فتوجهت الزوارق إلى مدينة رأس الخيمة تقلهم دون زاد أو متاع.

## استقبال أهالي طنب في ميناء رأس الخيمة
وفي مساء يوم الاحتلال الثلاثاء 30/11/1971 وصلت عدة زوارق إلى ميناء رأس الخيمة تحمل سكان جزيرة طنب الكبرى الذي أخرجتهم القوات الإيرانية من ديارهم تحت تهديد السلاح مستخدمة أساليب القهر والتهديد والعنف فأجلتهم عن بيوتهم وعن أرضهم.
وعلى رصيف الميناء كان حاكم رأس الخيمة
الشيخ صقر بن محمد القاسمي والشيخ خالد بن صقر القاسمي ومن حولها المسؤولون في الإمارة ورجالات رأس الخيمة وجماهير غفيرة من المواطنين والمقيمين العرب في استقبال أهالي الجزيرة المبعدين.
فقد أعدّ حاكم رأس الخيمة لهم أماكن مؤقتة لسكناهم بين أشقائهم أبناء رأس الخيمة وكان مشهداً يدعوا للفخر والاعتزاز وتهتز له المشاعر حين تدافع أبناء رأس الخيمة يتسابقون وينافسون لاستضافة القادمين من الجزيرة في بيوتهم وبين أفراد أسرهم.
ومن على رصيف ميناء مدينة رأس الخيمة تحدث أحد المهجرين فقال: أنه قبل أسبوع من الاحتلال الإيراني زار الجزيرة ثلاثة صحفيين أجانب مزودين بأجهزة تصوير تلفزيونية، وصلوا بمعرفة من قيادة شرطة رأس الخيمة بأوامر وتسهيلات من أحد الضباط البريطانيين في القيادة _ جمعوا رجال الشرطة الستة والتقطوا لهم صوراً أمام مركز الشرطة بأسلحتهم، كما صوروا المركز من جميع جوانبه، وبعد ذلك كانوا يسألوننا عن السلاح الذي نملكه، نوعه، وعدده وكمية الذخيرة التي لدينا.
وقال مهجر آخر: لقد تجمع رجال المظلات الإيرانيين أثناء عملية الاحتلال أمام مركز الشرطة وكان يرافقهم أحد الصحفيين الأجانب الثلاثة الذين سبق لهم أن زاروا الجزيرة والذين تم ذكرهم.
وأضاف قوله: صحيح أن إيران تعرف تضاريس الجزيرة معرفة شاملة إلا أنها لم تكن واثقة من عدد القوة العسكرية الموجودة فيها أو نوع السلاح الذي لدى الأهالي، حتى جاءت تلك البعثة الصحفية لتحمل لها الإجابات عن شكوكها.

## تغييرات الاحتلال الإيراني في الجزيرة
ما إن احتلت القوات الإيرانية «جزيرة طنب الكبرى» حتى سارعت إلى وضع وحدات من المدفعية بعيدة المدى والمدافع المضادة للبواخر والطائرات وبنت الاستحكامات العسكرية في عدد مواقع الجزيرة:
- في جبل خماس.
- وجبل بو الطبول.
- وجبل اليهودي.
- وجبل الشعبة.
- ورأس البوس.
- وجبل العقبة.

وكلها تلال جبلية تطل على البحر أو على أراضي الجزيرة وعلى سهولها، كما ركزت إيران مدافعها عند دارة (الشيخ خالد بن صقر القاسمي) في رأس القين، وكذلك نصبت مدافعها في رأس مهجج وقرب مركز الشرطة وبجوار مدرسة الجزيرة، كما قامت بتحويل مركز الشرطة إلى محطة للكهرباء، وحولت منبى المدرسة القاسمية الجديدة إلى مخزن للآسلحة والمؤن، وجعلوا من الدار المشرفة على البحر مركزاً للإرسال للاسلكي واتخذوا من الدار المجاورة مركزاً للقيادة.
وأنشأت بعد ذلك القوات الإيرانية في الجزيرة مطاراً عسكرياً لطائراتها النفاثة والهيلوكوبتر.
وشجعت الحكومة الإيرانية النساء الإيرانيات على الاستقرار في الجزيرة (حوالي 150 امرأة) فخصصت لكل منهن مكافأة شهرية قدرها 700 توماناً كاغراء لهن للإقامة في الجزيرة وهكذا احتل السكان الجدد منازل أهالي طنب العرب المهجرين.

## الحياة الاقتصادية في جزيرة طنب الكبرى
اشتهرت الجزيرة بمهنة الغوص على اللؤلؤ، وبرع أهلها بذلك حال كافة سكان الخليج، وكان من أهم سفن الغوص لديهم:
- باريس:  محمود محمد أبو القاسم.
- صمعه:  علي محمد الطنبي.
- ومهرو ا أيضا بصيد السمك، حيث كانوا يحملون ما يصيدونه إلى دبي ورأس الخيمة، حيث يبيعونه هناك. وتعود سفنهم محملة بالبضائع الأخرى للجزيرة.[32]

## الزراعة في الجزيرة
اشتغل سكان الجزيرة بالزراعة لسد حاجاتهم اليومية. معتمدين على مياه الآبار السطحية، والسدود الجبلية.
ومن أشهر مزارعهم:
- مزرعة محمود عبد الله أبو القسم
- مزرعة علي ثان بن سعيد وغيرهم
- كما اشتهرت بأشجار الرول

ومن مصادر الثروة فيها أيضاً:
- مادة المغر:  حيث كان يستخرج من باطن الأرض وله استخدامات متنوعة. ويصدر للخارج.[32]

المدرسة القاسمية الابتدائية بجزيرة طنب الكبرى تابعة لإمارة رأس الخيمة

## الحياة الثقافية والتـعليمية في الجزيرة
اقتصرت النهضة التعليمية في السابق في الجزيرة على جهود المطاوعة الفردية، من أمثال يوسف إبراهيم أبو حميد حيث كان يعلم أبناء الجزيرة قراءة القرآن الكريم وتعاليم الدين الحنيف، ثم قام الشيخ صقر بن محمد القاسمي بافتتاح مدرسة نظامية بالجزيرة سُمّيت (بمدرسة القاسمية الابتدائية بطنب) وأرسل لهل المدرّسين وكافة لوازمها.

## المناطق المشهورة بالجزيرة
- المسجد الكبير
- مسجد المشرع
- طوي الهمبوة
- طوي جله[32]

## أهم التقسيمات الجغرافية
- رأس البوز
- رأس جنا
- رأس الجين
- سيفة مسلم [32]

## مهنة الصيد
تعتبر مهنة صيد السمك والغوص على اللؤلؤ من أهم مصادر الرزق لدى سكان طنب، وعن طريقة الصيد وأنواع الأسماك والغوص يقول المطوع يوسف: تنتشر في مياه طنب الكبرى والصغرى الشعاب المرجانية والصخور التي تتكاثر فيها أنواع الأسماك، وتستخدم «القراقير» والدوباية والشباك لصيد السمك. وتوجد ثلاثة مواقع لصيد السمك من «النيوة الشرقية» وهي تقع على عمق عشرة أمتار، والنيوة الغربية التي تقع على عمق عشرين متراً.
والنيوة الشمالية، وهي تقع على عمق ستة وثلاثين متراً. والصيد بالقراقير يتم في شرقي الجزيرة وأحياناً في غربيها. وتستخدم «الالياخ» أو الشباك لصيد السمك خاصة أسماك القرش مختلفة الأنواع والأحجام، والتي توجد بكثرة في المياه الإقليمية من طنب ويضيف المطوع يوسف أن سكان طنب من الصيادين المهرة الذين يتمتعون بخبرة واسعة في الصيد وارتياد البحر.
ويتم تصدير ما يصيدونه من أسماك مما يزيد على الحاجة إلى دبي والشارقة، سواء على شكل أسماك طرية أو مجففة. ويستوردون من هناك السلع والبضائع كالمواد الغذائية والملابس والحاجيات والأدوات المنـزلية.
أما أنواع الأسماك فهي  الحمر و الكوفر و الصال. والجشة، الدردمان والزبيدي والصافي الصنيفي والصافي والقباب والكنعد والخباط والشعري.
وقد مارس سكان طنب الغوص على اللؤلؤ، وكانت من أهم المغاصات: «جزيرة قيس» و«جزيرة هندرابي» و«جزيرة الشيخ» وهي تتبع إيران.

## مغاصات اللؤلؤ
ومن المغاصات  المزاحمي في رأس الخيمة، و أبو النجف و ام الشيف في أبوظبي.
إما محار «الصفد» كبير الحجم فيجمع بالقرب من طنب. ومياه طنب كما هو معروف تتكاثر فيها الصخور وهي صخرية وعميقة. ويوجد فيها هذا النوع من المحار كبير الحجم. ويباع الصفد بـ «المن» وينقل إلى دبي، ويتم بيعه.

## أشهر الغواصين في جزيرة طنب
ومن أشهر الغواصين في طنب: يوسف أبوالقاسم وإبراهيم أبوالقاسم وخميس إسماعيل وعلي محمود الملقب بـ «الغيص» وسالم مبارك ويلقب بـ «سويلم» ودرويش عبيد ومحمد علي أبو القاسم.
أما نواخذة السفر فكان من أشهرهم: كمال ثاني بن حريز ومحمد أبو القاسم وعلي محمود أبو القاسم وسيف المعصم ، وحسن المرزوقي.

## تجارة اللؤلؤ
ويباع اللؤلؤ لبعض التجار من دبي، ومن هؤلاء التجار أذكر: البدور وعلي بن قرقاش. ومن رأس الخيمة إبراهيم سالم بن يعقوب وكذلك بعض البحارنة.
وفي المساء يتجمع الرجال والصبيان في ساحة مفتوحة ويمارسون لعبة المسطاع. أما احتفالات الأعراس فلها طابع خاص في طنب، حيث يتراوح عدد الأعراس المقامة في الجزيرة كل سنة من ثلاثة إلى أربعة أعراس. ويشارك جميع رجال طنب في تقديم المساعدة المادية والعينية للعريس. ويستمر الفرح مدة أسبوع. ويقتصر على دق الطبول والمزامير حيث لا توجد رقصات شعبية كالعيالة والليوه، ويؤدي المحتفلون رزفه جماعية يصاحبها دق الطبول والمزمار. وعندما يتم ختان الطفل تقام لهُ حفلة، ويعتمد ذلك على المستوى المعيشي لولي أمر الطفل. وقد يستمر الحفل ثلاثة أيام وتدق فيها الطبول وتنحر الذبائح. وكان من أشهر المختنين في طنب: يوسف أبو غريبه وهو من الشارقة، وعند الختان يدعى إلى الجزيرة على نفقة والدي الطفل. وكان أهالي طنب يستقبلون بعض علماء الساحل الشرقي من بلاد فارس خاصة من  بندر لنجة . أما المذهب المتبع في طنب فهو المذهب الشافعي.

## المظاهر العمرانية في جزيرة طنب
المظاهر العمرانية في طنب من مبان سكنية ومرافق حكومية وطرق هي في الحقيقة ترسخ الوجود العربي، والحق العربي على الجزر.
ومن هذه المظاهر كانت أعلام الشارقة ورأس الخيمة وهي أعلام القواسم مرفوعة على الجزر منذ زمن بعيد.
وكذلك قوانينهما وأنظمتهما تطبق هناك، وأن سكان الجزر يحملون الجنسية الإماراتية منذ العام 1864 م على الأقل وكان أمير الشارقة يستوفي رسوما سنوية من بعض الناس الذين يعملون في الغوص أو يرعون مواشيهم على أرض الجزيرة، وهذا يؤكد أن الجزر لم تخضع للسيطرة الإيرانية في تاريخها.
أما عن العمران فقد ذكر يوسف بوحميد: يوجد في الجزيرة فنار يستخدم لإرشاد السفن، وقد قامت الحكومة البريطانية في العام 1912 م بالاتصال مع شيخ الشارقة لإقامة فنار على جزيرة طنب.
وفي البداية لم يوافق الشيخ على إقامته إلّا بعد أن تعهد الإنجليز وقالوا له «أن وجود الفنار سيحفظ لك حقك من أن يتجرأ عليه الآخرون» وهذا رد من السير كوكس لشيخ الشارقة يطمئنه فيه ويؤكد له سيادة الشارقة على الجزيرة.
أما الطرق فهي غير معبدة إنما ممهدة لحركة السيارات، وتوجد المنازل السكنية التي يفوق عددها العشرين بيتاً. تقع في منطقتين هما: الفريج الفوقي والفريج التحتي ويوجد أيضاً مسجدان صغيران، ومخفر للشرطة، وهو «مركز شرطة طنب» وقامت ببنائه حكومة رأس الخيمة.
وهناك عيادة طبية جديدة لم تفتتح وكذلك بيت للشيخ خالد بن صقر القاسمي ولي عهد رأس الخيمة إضافة إلى مدرسة القاسمية. ومبنى جديد لمدرسة القاسمية تم الانتهاء منه قبل الاحتلال في عام 1970 م.. وبنيت المدرسة القاسمية بطنب في ذلك العام على نفقة الشيخ زايد بن سلطان آل نهيان رئيس الدولة.

## جذور الأطماع الإيرانية في الجزر الخليج العربي
ترجع جذور الأطماع الإيرانية في الجزر العربية إلى القرن الثامن عشر عندما تمكّن القواسم من بسط سيطرتهم على سواحل الخليج العربي الجنوبية بشطريها الشرقي والغربي. فلم يكن التواجد العربي على هذه السواحل جديداً. فقد اعتاد عرب الساحل العربي على إيجاد إمارات عربية خاصة بهم ممتدة على طول الساحل الشرقي للخليج اعتباراً من: إمارة بني كعب الواقعة في منطقة المحمرة (عربستان) إلى إمارة بوشهر والتي كان يحكمها أتباع الشيخ ناصر آل مذكور الذين يعرفون في التاريخ باسم «النصور»، وكذلك عرب بندر ريق وإمارة المرازيق وإمارة آل علي وإمارة العبادلة وإمارة آل نصوري وإمارة آل حرم وإمارة الحمادي وإمارة بني بشر وإمارة الدواسر وإمارة آل كنده وإمارة العباسيين في منطقة بر فارس، ثم تلاها سلسلة من المشيخات لقبائل عربية مختلفة سكنت على طول الساحل إلى مدينة بندر لنجة العاصمة القاسمية هناك والتي تقع مقابل إمارة رأس الخيمة تقريباً.

## وصلات خارجية
1. الموقع الرسمي للجزر نسخة محفوظة 14 مايو 2019 على موقع واي باك مشين.
2. لرواية الكاملة لاحتلال الجزر الإماراتية الثلاث

- الجزر الإماراتية المحتلة
- ازلية الصراع الدولي على منطقة الخليج العربي.
- لمحة جغرافية للخليج العربي.
- العرب سكان الخليج العربي.
- عرب الخليج والعدوان الخارجي.
- امارة لنجة العربية والجزر الثلاث.
- مفاوضات الوسيط البريطاني، الإيراني مع حاكم الشارقة.
- أمير لنجة يقر بتبعية الجزر إلى رأس الخيمة والشارقة.
- استراتيجية الجزر الثلاث في الخليج العربي.
- الاحتلال الإيراني للجزر الإماراتية.
- إمارات عربية على الساحل الشرقي للخليج
- منطقة بر فارس
- أزمة الجزر
- عرب الهولة: تاريخ العرب المجيد في جنوب إيران